# Lasea

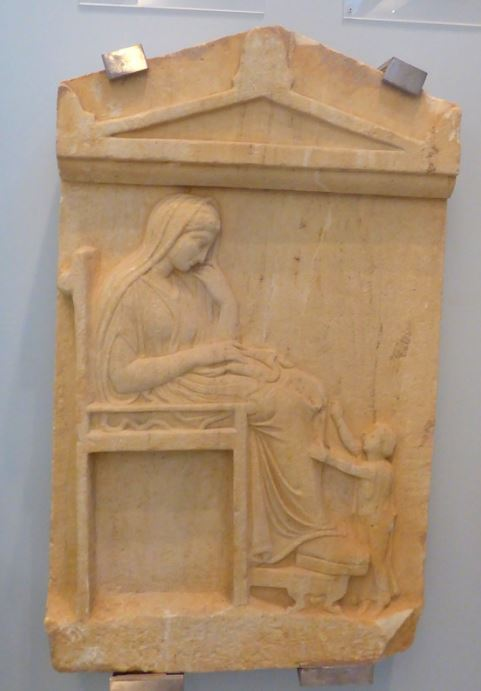
Pietra tombale ellenistica da Lasea

Lasea (in greco antico: Λασαία?, Lasáia) era una città ubicata lungo la costa meridionale dell'antica Creta, vicina al punto di approdo di san Paolo apostolo descritto in Atti 27:8.
L'odierna Lasea si trova vicino al porto di Kaloi Limenes e di fronte all'isola di Trafos.

## Nella Bibbia
La parola compare una sola volta in tutta la Bibbia.
La Vulgata clementina cita i nomi di Boniportus e di Thalassa, parola greca che significa "mare" e "oceano".

## Fonti extrabibliche
Secondo lo Stadiasmus Maris Magni, di età romana, si trovava a 50 stadi da Leben e a 80 da Matala.
Il numero delle fonti storiche extrabibliche note risulta limitato. Lasaia è menzionata dalla Tabula Peutingeriana come un luogo che si trovava a 16 miglia romane da Gortina. Alcuni manoscritti e le monete dell'epoca riportano il nome greco di Lasea, mentre altri riportano quello di Alassa.
 
Secondo Teodoro di Beza, quest'ultimo era il vero nome.